# کارن وترهاهن
کارن وترهاهن (انگلیسی: Karen Wetterhahn؛ زاده ۱۶ اکتبر ۱۹۴۸ – درگذشته ۸ ژوئن ۱۹۹۷) یک دانشمند و استاد شیمی در کالج دارتموث نیوهمپشایر اهل ایالات متحده آمریکا بود. وی در اثر تماس بسیار کوتاه با دی متیل جیوه و مسمومیت ناشی از آن در سن ۴۸ سالگی درگذشت.